# M.O.M (Reality-Show)
M.O.M ist eine deutsche Dating-Reality-Show des Streaminganbieters Joyn, die erstmals am 8. Mai 2020 veröffentlicht wurde. Die zweite Staffel wird seit dem 13. Mai 2021 gezeigt.
Aufgrund Beschwerden in sozialen Medien und Politik bezüglich des Untertitels Milf oder Missy? wird dieser seit der siebten Folge nicht mehr verwendet. Im Zuge dessen wurde unter anderem auch die Werbekampagne gestoppt.

## Konzept
In der Show daten zwei männlichen Protagonisten unterschiedlichen Alters mehrere Frauen. Die Frauen werden je nach Alter in zwei Gruppen eingeteilt. Während die älteren Frauen zur Gruppe Milf (Staffel 1) bzw. Ladys (Staffel 2) gehören, bilden die jüngeren Frauen die Gruppe Missy (Staffel 1) bzw. Girls (Staffel 2). In der Show wird der ältere männliche Protagonist als Senior und der jüngere als Junior bezeichnet.
In Gruppen- und Einzeldates lernen sich die Protagonisten und die Kandidatinnen in gehobener Umgebung kennen. Bis die beiden Gewinnerinnen feststehen, finden Eliminationsrunden (im Showjargon auch: „Mominierung“) statt.

## Staffel 1: 2020

### Ablauf
In der ersten Staffel daten die zwei männlichen Protagonisten Marko und Felix im Alter von 28 und 57 Jahren 14 Frauen zwischen 24 und 46 Jahren. Nach einem ersten Kennenlernen (Folge 1) und den ersten Gruppendates im Heimatort der Junggesellen (Folge 2 und 3) reisen sie nach Mexiko. Dort bilden die beiden Junggesellen jeweils ein Team, mit dem sie in einem Hotel übernachten. An verschiedenen, beispielsweise romantischen oder abenteuerlichen Orten lernen sie sich in weiteren Gruppen- und Einzeldates intensiver kennen. Die Teamkonstellationen können durch Nominierungsrunden verändert werden, da Marko und Felix abwechselnd die Teilnehmerinnen auswählen.
Die erste Nominierungsrunde fand nach dem ersten Kennenlernen statt. In dieser haben die beiden männlichen Protagonisten gemeinsam entschieden, wer zu den Homedates darf. Seit der zweiten Nominierungsrunde, die vor der Abreise nach Mexiko stattfand, wählen sie jeweils für sich.

### Teilnehmer
| männliche Teilnehmer |                    |       |            |                                  |                      |
| Name                 | Name               | Alter | Wohnort    | Beruf                            | Auserwählte          |
| 0Marko Mikac         | 0Marko Mikac       | 28    | München    | Personal Trainer                 | Lena Neumann         |
| 0Felix Geffe         | 0Felix Geffe       | 57    | Berlin     | Architekt                        | Michelle Pfeiffer    |
| Teilnehmerinnen      |                    |       |            |                                  |                      |
| Name                 | Name               | Alter | Wohnort    | Beruf                            | Ausgeschieden in     |
|                      | Lena Neumann       | 27    | Mettenheim | Model, Tanzlehrerin              | –                    |
|                      | Michelle Pfeiffer  | 27    | Hamburg    | Visagistin und Bürokauffrau      | –                    |
|                      | Sabine Löcherbach  | 41    | Köln       | Verwaltungsfachangestellte       | Folge 10             |
|                      | Amy Rielle         | 28    | Wiesbaden  | Model                            | Folge 10             |
|                      | Anna Korolewa      | 40    | Wien       | Kellnerin                        | Folge 10             |
|                      | Franziska Roy      | 38    | Berlin     | Personal Trainerin               | Folge 9              |
|                      | Natascha           | 44    | München    | Flugbegleiterin                  | Folge 9 (freiwillig) |
|                      | Tam Tran           | 26    | München    | Informatik-Studentin             | Folge 9 (freiwillig) |
|                      | Gabriela           | 46    | Ipsach     | Künstlerin                       | Folge 6              |
|                      | Mariam Khadiga     | 37    | München    | Flugbegleiterin                  | Folge 6              |
|                      | Despina Linar      | 26    | Stuttgart  | Flugbegleiterin                  | Folge 4              |
|                      | Maria              | 24    | Berlin     | zahnmedizinische Fachangestellte | Folge 4              |
|                      | Elke Wolfram-Rosin | 40    | Berlin     | Friseurmeisterin                 | Folge 2              |
|                      | Mona Schafnitzl    | 24    | Mindelheim | Model, Tanzlehrerin              | Folge 2              |

Legende

### Folgenübersicht

Logo der Show (Folge 1–6)

Zum Auftakt am 8. Mai 2020 wurden zwei Folgen beim kostenlosen Advertised Video-on-Demand-Angebot Joyn veröffentlicht. Seit dem 15. Mai 2020 wurden die restlichen acht Folgen jeden Freitag veröffentlicht. Zudem wurde aufgrund des Erfolgs am 10. Juli 2020 ein Wiedersehensspezial veröffentlicht, das von Natascha Ochsenknecht moderiert wurde.
| Nr. | Originaltitel | Erstveröffentlichung | Länge   |
| --- | ------------- | -------------------- | ------- |
| 1   | Folge 1       | 8. Mai 2020          | 54 Min. |
| 2   | Folge 2       | 8. Mai 2020          | 50 Min. |
| 3   | Folge 3       | 15. Mai 2020         | 52 Min. |
| 4   | Folge 4       | 22. Mai 2020         | 55 Min. |
| 5   | Folge 5       | 29. Mai 2020         | 59 Min. |
| 6   | Folge 6       | 5. Juni 2020         | 55 Min. |
| 7   | Folge 7       | 12. Juni 2020        | 53 Min. |
| 8   | Folge 8       | 19. Juni 2020        | 60 Min. |
| 9   | Folge 9       | 26. Juni 2020        | 59 Min. |
| 10  | Folge 10      | 3. Juli 2020         | 68 Min. |
| 11  | Reunion       | 10. Juli 2020        | 52 Min. |

## Staffel 2: 2021

### Ablauf
In der zweiten Staffel daten die zwei männlichen Protagonisten Dustin und Dan im Alter von 31 und 49 Jahren 14 Frauen zwischen 25 und 51 Jahren. Hierfür reisten sie direkt nach Mexiko, also ohne erstmal das Heim der Männer kennenzulernen, wie es in der ersten Staffel war.  Das erste Kennenlernen (Folge 1) fand in einer Villa statt. Ab der zweiten Folge wohnten zunächst die Girls beim Senior Dan in der Villa und die Ladys beim Junior Dustin in einem Wohnwagen im Garten der Villa. Während der dritten Folge wechselten sich die beiden Gruppen. Ab der vierten Folge finden Save-Battles zwischen den Teilnehmerinnen statt, um für die nächtliche Nominierungsrunde geschützt zu werden. Die Teamkonstellationen können dadurch erstmals verändert werden, da Dustin und Dan abwechselnd die Teilnehmerinnen auswählen. Die erste Nominierungsrunde fand nach dem ersten Kennenlernen statt. In dieser haben die beiden männlichen Protagonisten gemeinsam entschieden, wer ohne Übernachtung sofort die Show verlassen muss. Seit der zweiten Nominierungsrunde, die nach dem ersten Save-Battle stattfand, wählen sie jeweils für sich.
Des Weiteren lernen sie sich an verschiedenen, beispielsweise romantischen oder abenteuerlichen Orten in weiteren Gruppen- und Einzeldates intensiver kennen.
Überraschend kamen dann 2 Kandidatinnen aus der ersten Staffel (Amy und Anna) mittendrin noch dazu.

### Teilnehmer
| männliche Teilnehmer |                   |       |            |                                                |                  |                  |
| Name                 | Name              | Alter | Wohnort    | Beruf                                          | Auserwählte      | Auserwählte      |
| 0Dustin van Impel    | 0Dustin van Impel | 31    | Köln       | Verkaufsberater für Wohnimmobilien             | Lisa Marie Sauer | Lisa Marie Sauer |
| 0Dan Agboli          | 0Dan Agboli       | 49    | Berlin     | IT-Unternehmer                                 | Anne Theke       | Anne Theke       |
| Teilnehmerinnen      |                   |       |            |                                                |                  |                  |
| Name                 | Name              | Alter | Wohnort    | Beruf                                          | Einstieg         | Austritt         |
|                      | Lisa Marie Sauer  | 26    | Eisleben   | Flugbegleiterin, Studentin, Nachhilfelehrerin  | Folge 1          | Finale           |
|                      | Monika            | 27    | Oldenburg  | Studentin                                      | Folge 1          | Folge 10         |
|                      | Alina             | 25    | Nürnberg   | Model, Animatuerin                             | Folge 1          | Finale           |
|                      | Selina            | 26    | Kastellaun | Auszubildende Informatik und Systemintegration | Folge 1          | Folge 10         |
|                      | Jennifer          | 25    | Weßling    | Content Creator, Werbetechnikerin              | Folge 1          | Folge 11         |
|                      | Anne Theke        | 43    | Berlin     | Fitness- und Mentalcoach                       | Folge 1          | Finale           |
|                      | Simone            | 51    | München    | Kosmetikerin, Massage- und Wellnesstherapeutin | Folge 1          | Folge 9          |
|                      | Yassmine Boubia   | 37    | Berlin     | Tänzerin                                       | Folge 1          | Folge 6          |
|                      | Nina Fischer      | 40    | München    | Sängerin, Moderatorin, Schauspielerin          | Folge 1          | Folge 6          |
|                      | Jasmin Scholz     | 38    | Köln       | Schulbegleiterin                               | Folge 1          | Finale           |
|                      | Gloria Iwey       | 27    | Hildesheim | Studentin Soziale Arbeit                       | Folge 1          | Folge 4          |
|                      | Mascha von Rascha | 42    | Saarland   | Künstlerin                                     | Folge 1          | Folge 4          |
|                      | Franziska Krispin | 26    | Jena       | Model, Studentin Lehramt                       | Folge 1          | Folge 2          |
|                      | Jules             | 39    | München    | Model, Personal Trainer                        | Folge 1          | Folge 2          |
|                      | Amy Rielle        | 28    | Wiesbaden  | Model                                          | Folge 6          | Folge 12         |
|                      | Anna Korolewa     | 41    | Wien       | Kellnerin                                      | Folge 6          | Folge 9          |

Legende

### Folgen
In der zweiten Staffel wurden vom 13. Mai 2021 (zwei Folgen) bis 22. Juli 2021 elf Folgen ausgestrahlt. Eine Woche später, am 29. Juli 2021, gab es auch hier ein Reunion-Special.

## Live-Talk
Über den Instagram-Account von Natascha Ochsenknecht wurde vom 8. Mai bis zum 3. Juli 2020 während der ersten Staffel ein wöchentlicher Live-Talk  freitags ab ca. 19 Uhr ausgestrahlt. Dort interviewte Natascha Ochsenknecht jede Woche ausgewählte Teilnehmer der Sendung und besprach mit ihnen die Highlights der neuen Folge.
Während der zweiten Staffel findet der Live-Talk über den Instagram-Account der Show mom.joyn erneut mit Natascha Ochsenknecht statt. Bisher wurden nur am 14. Mai und 11. Juni 2021 ein Live-Talk ausgestrahlt.

## Rezeption

### Mediale Rezensionen
Die Show wurde in den deutschen Medien überwiegend negativ aufgenommen.
Für die Spiegel-Journalistin Anja Rützel sei die Idee, das Altersspektrum bei einer Kuppelsendung flexibler zu gestalten als üblich, zwar gut, jedoch sei die Show sehr klischeehaft besetzt. Zudem kritisiert sie die Bezeichnungen der Teilnehmer. Während die jüngeren Frauen als Fräuleinchen (Missies) und die älteren als bumsfähige Mütter (Milfs) bezeichnet werden, werden die beiden Junggesellen dezent und konnotationsfrei als Junior und Senior betitelt. Überdies sei die künstliche, titelgebende Trennung in zwei rivalisierende Frauengruppen sinnlos. Auch Alisha Archie vom Onlinemagazin Noizz.de sieht bei den Bezeichnungen eine Objektivierung und Sexualisierung von Frauen. Sie schrieb jedoch ebenso, dass das Grundkonzept der Show, der Frage, ob Liebe kein Alter kennt, nachzugehen, durchaus vielversprechend sei. Zusammenfassend sei die Show dämlich banal sowie unverhohlen sexistisch und daher das sexistische Dating-Experiment des Jahres.
In den Online-Medienmagazinen DWDL.de und Quotenmeter.de werden gleichermaßen das nach Potenzial klingende Konzept gelobt, jedoch vor allem die späte und klischeehafte Umsetzung kritisiert. Vor sechs oder sieben Jahren hätte die Show für mehr Aufmerksamkeit gesorgt und besser funktioniert. Heute wirke sie wie ein liebloser Klon der erfolgreichen Datingshow Der Bachelor.

### Öffentliche Kritik an der Werbekampagne
Ab dem 24. April 2020 startete die Werbekampagne für die Show, die durch die Agentur Kolle Rebbe bewusst provokant und polarisierend umgesetzt wurde. In den sozialen Medien, vor allem auf Twitter, ernteten die Plakate mit Sprüchen wie „Was Altes? Was Junges? Was Neues!“ oder „Freitags ist MILF Time.“ einen Shitstorm. Insbesondere Sexismus, Objektifizierung und Herabwürdigung von Frauen wurde vorgeworfen.
Auch aus der Politik wurde die Werbekampagne kritisiert. Zum Beispiel forderte die Bündnis 90/Die Grünen-Politikerin und Zweite Bürgermeisterin von München Katrin Habenschaden am 28. Mai 2020 über Facebook die frauenverachtende, herabwürdigende Plakatkampagne zu stoppen. Die CSU-Politikerin und Präsidentin des Bayerischen Landtags Ilse Aigner warf Joyn vor, mit der Werbekampagne die Menschenwürde zu verletzen. Auch der Name der Sendung sei eine Herabwürdigung. Der Medienkonzern ProSiebenSat.1 Media solle bei seinen Kampagnen mehr gesellschaftliche Verantwortung übernehmen.
Beim Deutschen Werberat wurden insgesamt 111 Beschwerden abgegeben. Infolgedessen gab Joyn am 5. Juni 2020 bekannt, dass die Plakate abgehängt werden sollen, die Sendung neu vertont und der Titel der Sendung geändert wird. Bereits seit dem 29. Mai wurde in der Online-Werbung der Begriff Milf nicht mehr verwendet. Zuvor wurde immer wieder betont, dass die Intention hinter dem Format sei, Rollenklischees aufzubrechen und sich mit der Thematik Altersunterschied in der Beziehung auseinanderzusetzen. Das Thema sei nun mal ein polarisierendes Thema in der Gesellschaft. Daher habe man sich gezielt für kontroverse Formulierungen entschieden. Gleichzeitig äußerte die Joyn-Pressesprecherin Verständnis, dass der Begriff Milf und die Plakatkampagne für das Format ohne diesen Kontext irreführend sein kann.